# Rio Surumu
O rio Surumu é um rio brasileiro ao norte do estado de Roraima. Seu curso dá-se no município de Pacaraima, tendo como foz o rio Cotingo. É cortado pelo BR-433.